# 퍼시 잭슨과 괴물의 바다
《퍼시 잭슨과 괴물의 바다》(영어: Percy Jackson: Sea of Monsters)는 2013년 공개된 미국의 판타지 영화로, 《퍼시 잭슨과 번개 도둑》의 속편이다. 감독은 토어 프로이덴탈이 새로 기용되었다.

## 줄거리
수년 전 아나베스, 루크, 그로버, 그리고 탈리아 네 명은 반신 캠프로 귀환하던 중 키클롭스의 습격을 당하였다. 탈리아가 나머지 셋을 살리고 스스로 희생하여 키클롭스를 쓰러뜨린다. 탈리아의 아버지 제우스 신은 딸을 캠프를 방어하는 마법 나무로 변신시킨다. 현재, 변절한 번개 도둑 루크를 쓰러뜨린 퍼시는 영웅으로서의 명성은 얻었지만 이후 이렇다 할 업적 없이 라이벌인 클래리스에게 밀리는 2인자 신세다.
그러던 어느 날 타이슨이라는 키클롭스가 나타나고 퍼시와 마찬가지로 포세이돈 신의 아들임이 밝혀진다. 퍼시는 갑자기 나타난 형제를 대하기 어려워 한다. 그 무렵 콜키스 황소가 나타나 캠프를 마구 헤집어 놓고, 그 사이 루크가 나타나서 탈리아의 나무를 중독시켜 캠프의 방어 체계를 약화시킨다. 퍼시는 신탁으로부터 포세이돈의 반신 자손이 저주받은 검으로 올림포스를 구하거나 혹은 멸망시킬 것이라는 예언을 듣게 된다. 교수 케이론은 그 반신은 퍼시라고 주장한다. 한편 아나베스와 그로버는 황금 양모가 나무를 되살릴 수 있다는 것을 알아낸다. 황금 양모는 버뮤다 삼각지대로 알려진 '괴물의 바다'에서 키클롭스인 폴리페모스가 지키고 있었다. 캠프 책임자 디오니소스 신은 클래리스에게 황금 양모를 구해오는 임무를 맡긴다.
하지만 퍼시는 아나베스와 그로버를 데리고 직접 양모를 구하는 여정을 떠나고, 타이슨이 자기도 끼워달라며 뒤따른다. 아나베스가 그라이아이 자매가 운전하는 택시를 불러서 일행은 그걸 타고 괴물의 바다가 있는 플로리다로 출발한다. 도중에 퍼시는 자매에게 예언에 대해 알려달라고 겁박하고 자매는 대신 괴물의 바다의 좌표를 알려준다. 도중에 일행이 가진 드라크마가 부족해지자 자매는 일행을 워싱턴 DC에서 하차하게 한다. 거리를 거닐던 중 그로버가 루크의 변절자 무리에게 납치되어 버린다.
일행은 루크의 아버지인 헤르메스 신이 운영하는 택배 회사로 찾아가서 루크가 있는 곳과 필요한 장비를 얻는다. 루크는 변절자 무리를 데리고 바다 한가운데에 있는 요트에 있었고 일행은 타이슨의 기지로 포세이돈 신의 도움을 구해 히포캄포스를 타고 루크의 요트로 간다. 퍼시와 마주한 루크는, 황금 양모를 가지고 크로노스 신을 부활시켜서 올림포스를 멸망시킨다는 계획을 말한다. 일행은 감옥에 갇히게 되지만 헤르메스의 장비와 퍼시의 활약으로 구명보트를 타고 탈출한다.
일행을 태운 보트는 괴물의 바다를 지키는 카리브디스에게 삼켜져 그 뱃속으로 들어간다. 그곳에는 클래리스가 아버지 아레스 신의 좀비들과 함께 군함을 타고 먼저 와 있었다. 퍼시는 군함의 대포를 쏘아 카리브디스의 배에 구멍을 뚫고 탈출한다. 이윽고 일행은 놀이공원에 위치한 동굴에 도착하고 황금 양모를 두른 폴리페모스와 그 하녀로 변장해서 살아남은 그로버를 만난다. 다섯 명은 힘을 합쳐 황금 양모를 빼앗고 폴리페모스를 처치한다. 곧 루크가 다시 나타나 양모를 빼앗는다. 루크가 퍼시에게 번개를 쏘았을 때 타이슨이 희생하여 급류 아래로 떨어져 버린다.
루크는 양모를 이용해 사르코파구스에 봉인된 크로노스 신을 부활시킨다. 퍼시가 포세이돈의 검으로 일행의 결박을 풀고 루크와 변절자 무리를 상대한다. 퍼시가 루크를 붙잡지만 루크는 손쉽게 뿌리치는데, 물을 통해 회복한 타이슨이 다시 나타나 루크를 날려 버린다. 이에 퍼시도 타이슨을 형제로 인정하게 된다. 부활한 크로노스 신이 루크와 그로버를 삼켜 버리자, 퍼시는 포세이돈의 검으로 크로노스를 베어 쓰러뜨린 뒤 사르코파구스 안으로 되돌린다. 날아간 루크는 폴리페모스에게 붙잡힌다. 모든 것이 끝났다고 생각했을 때 아나베스가 만티코어의 꼬리에 등을 찔리고 만다. 클래리스와 그로버가 만티코어를 처단한다. 아나베스는 퍼시의 품 안에서 죽는 듯했으나 황금 양모를 덮자 곧 되살아난다. 퍼시는 양모를 구한 공을 클래리스에게 넘긴다.
일행은 캠프로 돌아오고 클래리스가 탈리아의 나무에 황금 양모를 덮는다. 양모의 힘은 아주 강력했고 다음날 나무 밑둥에서 성장한 탈리아가 나타난다. 퍼시는 예언에 나온 반신 자손이 탈리아일지도 모른다고 독백한다.

## 배역

### 반신 아이들
- 로건 러먼 - 퍼시 잭슨
- 알렉산드라 다다리오/얼리샤 뉴턴(아역) - 아나베스 체이스
- 브랜던 T. 잭슨/비욘 이어우드(아역) - 그로버 언더우드
- 더글러스 스미스 - 타이슨
- 레븐 램빈 - 클래리스 라루
- 제이크 에이블/새뮤얼 브론(아역) - 루크 카스텔란
- 팔로마 크비아트코프스키/케이틀린 메이저(아역) - 탈리아 그레이스
- 그레이 데이먼 - 크리스 로드리게스

### 신
- 스탠리 투치 - 미스터 D / 디오니소스
- 네이선 필리언 - 헤르메스
- 옥타비아 스펜서 - 마사(목소리 출연)
- 크레이그 로빈슨 - 조지(목소리 출연)
- 로버트 네퍼 - 크로노스(목소리 출연)

### 기타 인물
- 앤서니 헤드 - 키론
- 로버트 메이예(동작)/론 펄먼(목소리) - 폴리페모스
- 쇼레 아그다슐루 - 신탁
- 미시 파일, 이벳 니콜 브라운, 메리 버드송 - 그라이아이 자매
- 조던 웰러 - 이크노테
- 데릭 미어스, 알렉스 파우노비치 - 키클롭스